# Omloop van het Waasland 2008
L'Omloop van het Waasland 2008, quarantaquattresima edizione della corsa, valido come evento dell'UCI Europe Tour 2008 categoria 1.2, si svolse il 16 marzo 2008 su un percorso di 191 km. Fu vinto dal belga Niko Eeckhout, che terminò la gara in 4h15'00" alla media di 44,94 km/h.
Furono 103 i ciclisti che portarono a termine la gara.

## Ordine d'arrivo (Top 10)
| Pos. | Corridore         | Squadra        | Tempo    |
| ---- | ----------------- | -------------- | -------- |
| 1    | Niko Eeckhout     | Topsport Vl.   | 4h15'00" |
| 2    | Bobbie Traksel    | P3 Transfer    | s.t.     |
| 3    | Klaas Lodewyck    | Rabobank Cont. | s.t.     |
| 4    | Jurgen Van Loocke | Willems Veran. | s.t.     |
| 5    | Bram Schmitz      | Van Vliet-EBH  | s.t.     |
| 6    | Dennis Pohl       | 3C-Lamonta     | s.t.     |
| 7    | Thomas Ongena     | Profel-Prorace | s.t.     |
| 8    | Marco Brus        | Jo Piels       | s.t.     |
| 9    | Boy van Poppel    | Rabobank Cont. | s.t.     |
| 10   | Kalvis Eisaks     | Rietumu        | s.t.     |